# Elaphria vittata
Elaphria vittata là một loài bướm đêm trong họ Noctuidae.